# Parafia św. Michała Archanioła w Ropczycach
Parafia św. Michała Archanioła w Ropczycach – parafia rzymskokatolicka znajdująca się w diecezji rzeszowskiej w dekanacie ropczyckim. 

## Historia
Erygowana w II połowie XIV wieku. Mieści się przy ulicy Sucharskiego. 1 lipca 1986 roku Witkowice i Pietrzejowa zostały administracyjnie włączone do miasta Ropczyce, dlatego też została zmieniona nazwa parafii na parafię w Ropczycach-witkowicach. Proboszczem parafii od 2014 roku jest ks. Tadeusz Mieleszko.

## Zasięg parafii
Do parafii Witkowice należą wierni z miejscowości: Witkowice, Pietrzejowa, Kozodrza i Żdżary. 

## Miejsca kultu
- Kościół parafialny – zbudowany w 1761, rozbudowany w latach 1972–1974
- W Kozodrzy znajduje się kaplica pw. św. Maksymiliana Kolbe, wybudowana w latach 1982–1983
- W Żdżarach znajduje się murowany kościół pw. św. Józefa, wybudowany w latach 1982–1984, konsekrowany 29 lipca 1984 roku